# Jerry Huckaby
Thomas Jerald "Jerry" Huckaby, född 19 juli 1941 i Jackson Parish i Louisiana, är en amerikansk politiker (demokrat). Han var ledamot av USA:s representanthus 1977–1993.
Huckaby efterträdde 1977 Otto Passman som kongressledamot.